# Remilly-sur-Lozon
Remilly-sur-Lozon är en kommun i departementet Manche i regionen Normandie i norra Frankrike. Kommunen ligger i kantonen Marigny som tillhör arrondissementet Saint-Lô. År 2018 hade Remilly-sur-Lozon 662 invånare.

## Befolkningsutveckling
Antalet invånare i kommunen Remilly-sur-Lozon
| Referens: INSEE |